# 採桑老
採桑老（さいそうろう）は、雅楽の唐楽の曲名の一つ。

## 概要
盤渉調で、管絃と舞楽がある。管絃の曲としては延八拍子の中曲である。
舞楽は舞人1人で、百済の国の採桑翁が、係物（杖あるいは介添えの者と解されている）に縋って登場し、老衰で歩行も困難な様で舞うと伝えられる。詠の詞章は、三十歳から百歳まで、人間が老いていく姿を十年ごとに表現したものである。舞楽では唯一の老人の舞であり、高齢の者以外は演じられない秘曲とされる。
「舞うと死ぬ」という言い伝えで知られ、宮内庁楽部には管弦譜、面などはあるが、舞い方を示した舞譜はない。曲自体は現行曲として『明治撰定譜』に収録されているが、演奏されることは稀である。
1962年復活上演され、近年の舞楽での演奏例としては、元宮内庁楽部の東儀俊美が国立劇場小劇場で2007年6月9日に舞ったのをはじめとして複数回舞った例がある。この例では、東儀家などが属する天王寺楽派に残されている覚書を舞譜集『掌中要録』や『明治撰定譜』などと付き合わせて、約20分の曲に復元・構成している。